# Ahrensburg
Ahrensburg è una città dello Schleswig-Holstein, in Germania.

È il centro maggiore, ma non il capoluogo, del circondario (Kreis) dello Stormarn (targa OD).

## Amministrazione

### Gemellaggi
Ahrensburg è gemellata con:
- Esplugues de Llobregat, dal 1988
- Viljandi, dal 1989
- Ludwigslust, dal 1990
- Feldkirchen in Kärnten, dal 1998